# ژولیوس ویلهلم گینتل
 ژولیوس ویلهلم گینتل (آلمانی: Julius Wilhelm Gintl؛ زاده ۱۲ نوامبر ۱۸۰۴ – درگذشته ۲۲ دسامبر ۱۸۸۳) یک فیزیک‌دان اهل اتریش بود.